# Orochernes sibiricus
Espèce
Orochernes sibiricus est une espèce de pseudoscorpions de la famille des Chernetidae.

## Distribution
Cette espèce est endémique du kraï de Krasnoïarsk en Russie.

## Étymologie
Son nom d'espèce lui a été donné en référence au lieu de sa découverte, la Sibérie.

## Publication originale
- Schawaller, 1986 : Pseudoskorpione aus der Sowjetunion, Teil 2 (Arachnida: Pseudoscorpiones). Stuttgarter Beiträge zur Naturkunde, sér. A, vol. 396, p. 1-15.